# Würzburger Residenzlauf
Le Würzburger Residenzlauf est une série de courses à pied se déroulant à Wurtzbourg au printemps depuis 1989. Sur un tour de 2,5 km, l'événement comprend une course de 10 km aura lieu pour l'élite ("Course des as"), une course pour amateurs à part sur la même distance ainsi que des courses de 2,5 km et 5 km pour les débutants, pour les élèves et pour les enfants.
Le circuit, mesuré par World Athletics avec un compteur Jones (en), commence et se termine sur la Residenzplatz et mène dans le sens antihoraire autour de la résidence et des parcs adjacents. Le chronométrage est un chronométrage par transpondeur (en).
La course des as (pour les professionnels, tous les ans depuis 1990 à l'exception de 1995 et de 2020) est l'une des courses de 10 km les plus rapides au monde. Entre autres choses, le record de 1993 fut le plus rapide sur le sol allemand jusqu'en 2010, date à laquelle il est battu par Leonard Komon au Grand 10 Berlin (de).

## Organisation et programme
L'organisateur du Residenzlauf est la Müller-Reichart Veranstaltungs-GmbH et le service des sports de la ville de Wurtzbourg. L'organisateur sportif est le Turngemeinde 1848 Würzburg.
Les compétitions sont :
- une course à pied pour les enfants de la maternelle (jusqu'à 7 ans) sur 600 m
- une course à pied pour les enfants de la maternelle (jusqu'à 7 ans) avec un accompagnateur sur plus de 600 m sans chronométrage
- une course à pied pour les enfants (jusqu'à 9 ans) sur  1 km
- une course à pied pour les élèves (jusqu'à 9 ans) sur 1 km et (à partir de 10 ans) sur 2,5 km, les deux sans chronométrage
- une course à pied pour les jeunes coureurs, les nouveaux coureurs, les athlètes handicapés ou ayant des problèmes de santé et les marcheurs sur 2,5 km
- une course à pied entre entreprises sur 5 km
- une course à pied de 10 km
- une course à pied sur 10 km pour les coureurs avec un temps inférieur à 34 minutes (hommes) ou inférieur à 40 minutes (femmes)
- une course de vélocimane sur 20 km

## Palmarès
Record
- Hommes : 27:33 min, Leonard Komon (KEN), 2011
- Femmes : 31:16 min, Margaret Muriuki (KEN), 2014

Vainqueurs
| Date          | Hommes                                              | Temps (min)                                         | Femmes                                              | Temps (min)                                         |
| ------------- | --------------------------------------------------- | --------------------------------------------------- | --------------------------------------------------- | --------------------------------------------------- |
| 30 avril 2023 | Castor Omwena Mogeni (KEN)                          | 28:45                                               | Hanna Klein (GER)                                   | 31:48                                               |
| 1er mai 2022  | Kebede Endale Olkeba (ETH)                          | 28:37                                               | Domenika Mayer (GER)                                | 32:46                                               |
| 2021          | Course annulée en raison de la pandémie de Covid-19 | Course annulée en raison de la pandémie de Covid-19 | Course annulée en raison de la pandémie de Covid-19 | Course annulée en raison de la pandémie de Covid-19 |
| 2020          | Course annulée en raison de la pandémie de Covid-19 | Course annulée en raison de la pandémie de Covid-19 | Course annulée en raison de la pandémie de Covid-19 | Course annulée en raison de la pandémie de Covid-19 |
| 14 avril 2019 | Vincent Kiprotich Kibet (KEN)                       | 27:35                                               | Eva Cherono (KEN)                                   | 31:22                                               |
| 29 avril 2018 | Emmanuel Kipchirchir Kiprono (KEN)                  | 28:17                                               | Melat Yisak Kejeta (ETH)                            | 32:39                                               |
| 30 avril 2017 | Benard Kimeli (KEN)                                 | 28:14                                               | Fate Tola                                           | 32:47                                               |
| 24 avril 2016 | Isaac Kipsang Temoi (KEN)                           | 29:11                                               | Alice Aprot Nawowuna (KEN)                          | 32:14                                               |
| 26 avril 2015 | Japhet Kipyegon Korir                               | 27:47                                               | Caroline Chepkemoi (KEN)                            | 32:36                                               |
| 13 avril 2014 | Nicholas Bor (KEN)                                  | 28:18                                               | Margaret Wangari (KEN)                              | 31:16                                               |
| 28 avril 2013 | Japhet Kipyegon Korir (KEN)                         | 27:52                                               | Agnes Mutune (KEN)                                  | 32:22                                               |
| 29 avril 2012 | Jacob Kendagor (KEN)                                | 28:21                                               | Maryanne Wangari Wanjiru (KEN)                      | 32:45                                               |
| 17 avril 2011 | Leonard Patrick Komon (KEN)                         | 27:33                                               | Doris Chepkwemoi Changeywo                          | 31:26                                               |
| 25 avril 2010 | Jacob Korir Cheshari (KEN)                          | 27:56                                               | Grace Kwamboka Momanyi                              | 31:34                                               |
| 26 avril 2009 | Abraham Chebii (KEN)                                | 28:08                                               | Grace Kwamboka Momanyi (KEN)                        | 31:32                                               |
| 20 avril 2008 | Job Tanui (KEN)                                     | 28:05                                               | Doris Chepkwemoi Changeywo (KEN)                    | 31:35                                               |
| 29 avril 2007 | Patrick Makau Musyoki (KEN)                         | 28:15                                               | Peninah Jerop Arusei (KEN)                          | 32:45                                               |
| 30 avril 2006 | Johnstone Kipkorir Chepkwony (KEN)                  | 28:10                                               | Wude Ayalew (ETH)                                   | 31:30                                               |
| 24 avril 2005 | Eliud Tanui (KEN)                                   | 28:20                                               | Sabrina Mockenhaupt (ALL)                           | 32:38                                               |
| 25 avril 2004 | Moses Kipkosgei Kigen                               | 28:25                                               | Eunice Jepkorir (KEN)                               | 31:38                                               |
| 27 avril 2003 | Moses Kipkosgei Kigen (KEN)                         | 27:48                                               | Caroline Chepkorir Kwambai (KEN)                    | 32:26                                               |
| 28 avril 2002 | Benjamin Kimutai Koskei (KEN)                       | 28:41                                               | Lenah Jemutai Cheruiyot                             | 32:10                                               |
| 29 avril 2001 | John Yuda Msuri (TAN)                               | 28:26                                               | Lenah Jemutai Cheruiyot (KEN)                       | 32:33                                               |
| 30 avril 2000 | Tendai Chimusasa                                    | 28:57                                               | Beáta Rakonczai (HON)                               | 33:19                                               |
| 25 avril 1999 | Isaac Chemobwo                                      | 29:18                                               | Iris Biba-Pöschl (ALL)                              | 33:05                                               |
| 26 avril 1998 | Isaac Chemobwo (KEN)                                | ?                                                   | Irina Mikitenko                                     | ?                                                   |
| 27 avril 1997 | Benson Lokorwa (KEN)                                | ?                                                   | Susan Chepkemei (KEN)                               | ?                                                   |
| 28 avril 1996 | Shadrak Kiplimo (KEN)                               | ?                                                   | Joyce Chepchumba (KEN)                              | ?                                                   |
| 1995          | Wolfgang Pulzer (ALL)                               | ?                                                   | Carmen Klenk (ALL)                                  | ?                                                   |
| 24 avril 1994 | James Songok (KEN)                                  | 28:39                                               | Tegla Loroupe (ALL)                                 | 33:59                                               |
| 25 avril 1993 | Tendai Chimusasa (ZIM)                              | 27:37                                               | Heléna Barócsi (HON)                                | 33:42                                               |
| 26 avril 1992 | Jason Mosigisi (KEN)                                | ?                                                   | Tegla Loroupe (KEN)                                 | 32:06                                               |
| 28 avril 1991 | Carsten Eich (ALL)                                  | 28:19                                               | Katrin Dörre (ALL)                                  | 32:15                                               |
| 29 avril 1990 | Kurt Stenzel (ALL)                                  | ?                                                   | Kerstin Streck (ALL)                                | ?                                                   |
| 30 avril 1989 | Hubert Karl (ALL)                                   | ?                                                   | Astrid Schmidt (ALL)                                | ?                                                   |